# Nikolaus Frauenlob
Nikolaus Frauenlob, genannt Nikolaus Frauenlob von Hirschberg (vermutlich in Bezug auf Hirschberg in Schlesien), ist der Autorenname zu einer medizinischen Textsammlung des 15. Jahrhunderts.

## Handschriften
Entdeckt wurde die als „Hausbuch“ bzw. als ein „Buch vom Menschen, Tier und Garten“ bezeichnete Textsammlung zunächst
- in einer Münchener Handschrift: Cgm 7250, bairisch, 15. Jh., Blatt 1r-103v[3]
- und in einer Heidelberger Handschrift: Cpg 583, Mattighofen, 1482–1486, Blatt 2r-74v[4]

Diese enthalten jeweils zwei Teile:
1. eine Abhandlung über Kräuter und Gewürze und
2. eine Abhandlung über Physiologie und Diagnostik sowie über Krankheiten, geordnet von Kopf bis Fuß.
Im Vorwort der Handschriften werden neben diesen beiden Teilen noch zwei weitere Abschnitte aufgezählt, die jedoch im Text fehlen:
3. eine Abhandlung über die Heilkräfte der Steine und
4. Vermischtes.
Die fehlenden Teile sind aber in einer Salzburger Handschrift (Cod. b VIII 1) und in einer Berliner Handschrift (Cod. Mgf 944) enthalten. Damit sind zwei vollständige Handschriften der Textsammlung bekannt und zugänglich. Eine dritte vollständige Handschrift, datiert 1489, soll sich im Privatbesitz befinden.
Teilüberlieferungen oder Streuüberlieferungen der Textsammlung sind erhalten in den bereits erwähnten Handschriften München Cgm 7250 und Heidelberg Cpg 583, sowie in:
- Cpg 666, Kurpfalz, 1478–1480, Blatt 87r-127r: enthält eine Streuüberlieferung des Teil I (Kräuter). Die Kräuterkapitel werden ergänzt durch Auszüge aus dem Destillierbuch des Gabriel von Lebenstein[7][8]
- Cgm 3896, bairisch-österreichisch, Mitte 15. Jh., Blatt 5ra-102rb: enthält Teil I-II[9]
- Cod. 2898, im Salzburger Raum geschrieben, 1470, Blatt 22vb-28va, 35va-37rb: enthält Ausschnitte aus Teil I: Betonica, Allermonat plüe, Lylien, Centawr, Alant, Enczian, Hyrsenzungen, Grias, Plantago, Rawten[10][11]
- Cod. 2964, bairisch-österreichisch Letztes Drittel 15. Jh., Blatt 13r-53r: enthält das Kräuterbuch ohne Gewürzkapitel.[12][13]
- Hs. MI 129, bairisch-österreichisch, 2. Hälfte 15. Jh., Blatt 1r-31v: enthält einen Kräuterbuch-Auszug. Blatt 31v-37r: enthält eine Rezeptsammlung[14]

| Handschrift            | Cod. b VIII 12          | Cod. Mgf 944            | Cpg 583                 | Cgm 7250                |
| ---------------------- | ----------------------- | ----------------------- | ----------------------- | ----------------------- |
| Fertigstellung         | vor 1441                | 1444                    | 1482–1486               | 2. Hälfte 15. Jh.       |
| Schreiber              | unbekannt               | Johann Godefrid         | Georg Sparsguet         | unbekannt               |
| Sprache                | bairisch-österreichisch | bairisch-österreichisch | bairisch-österreichisch | bairisch-österreichisch |
| Widmung                | 1ra                     | -                       | -                       | -                       |
| Vorrede                | 1ra-rb                  | 88ra-rb                 | 2r-v                    | 1r-v                    |
| Teil I                 |                         |                         |                         |                         |
| Kräuter                | 1rb-29ra                | 88rb-113ra              | 2v-34r                  | 1v-46r                  |
| Gewürze                | 29ra-31rb               | 113ra-119ra             | 34r-36v                 | 46r-50v                 |
| Teil II                |                         |                         |                         |                         |
| Vorrede                | 31va-vb                 | 119ra-va                | -                       | 50v-51r                 |
| Diagnostik             | 31vb-33vb               | 119va-121va             | 36v-39r                 | 51r-54v                 |
| Physiologie            | 33vb-34va               | 121va122rb              | -                       | 54v-56r                 |
| Krankheiten des Kopfes | 34va-40va               | 122rb-128rb             | 39r-46v                 | 56r-67r                 |
| Krankheiten der Brust  | 40va-44vb               | 128rb-131rb             | 46v-50r                 | 67v-72v                 |
| Krankheiten des Bauchs | 44vb-47va               | 131rb-132vb             | 50r-52v                 | 73r-76r                 |
| Krankheiten der Blase  | 47va-51vb               | (132vb-134rb)           | (53r-54v)               | (76v-78v)               |
| Häufige Krankheiten    | 51vb-63va               | 134rb-141vb             | 54v-67v                 | 79r-95r                 |
| Frauen-Krankheiten     | 63va-69ra               | 141vb-145va             | 67v-74v                 | 95r-103v                |
| Roßarznei              | 69ra-72rb               | -                       | -                       | (104r-107v)             |
| Teil III               |                         |                         |                         |                         |
| Steine                 | 72rb-81va               | 145vb-152va             | -                       | -                       |
| Bäume                  | 81vb-89ra               | 152va-156va             | -                       | -                       |
| Säugetiere             | 89ra-96ra               | (156va-161rb)           | -                       | -                       |
| Vögel                  | 96ra-104ra              | (161va-163vb)           | -                       | -                       |
| Fische                 | 104ra-vb                | -                       | -                       | -                       |
| Teil IV                |                         |                         |                         |                         |
| Pelzbuch - Obstbäume   | 105ra-114ra             | 163vb-167va             | -                       | -                       |
| Pelzbuch - Weinreben   | 114ra-124ra             | -                       | -                       | -                       |
| Epilog                 | -                       | 167va-vb                | -                       | -                       |

## Teil I - Kräuter und Gewürze

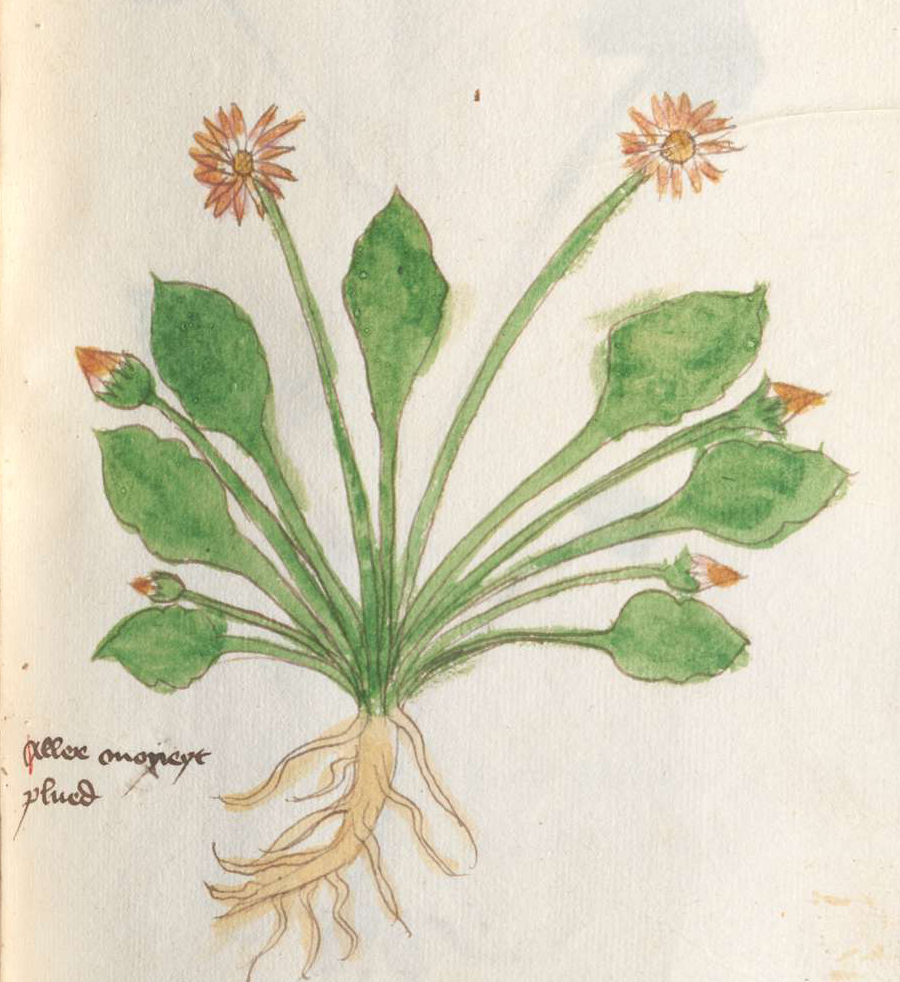
Aller moneyd plued. Abbildung im Kräuterbuch des Vitus Auslasser
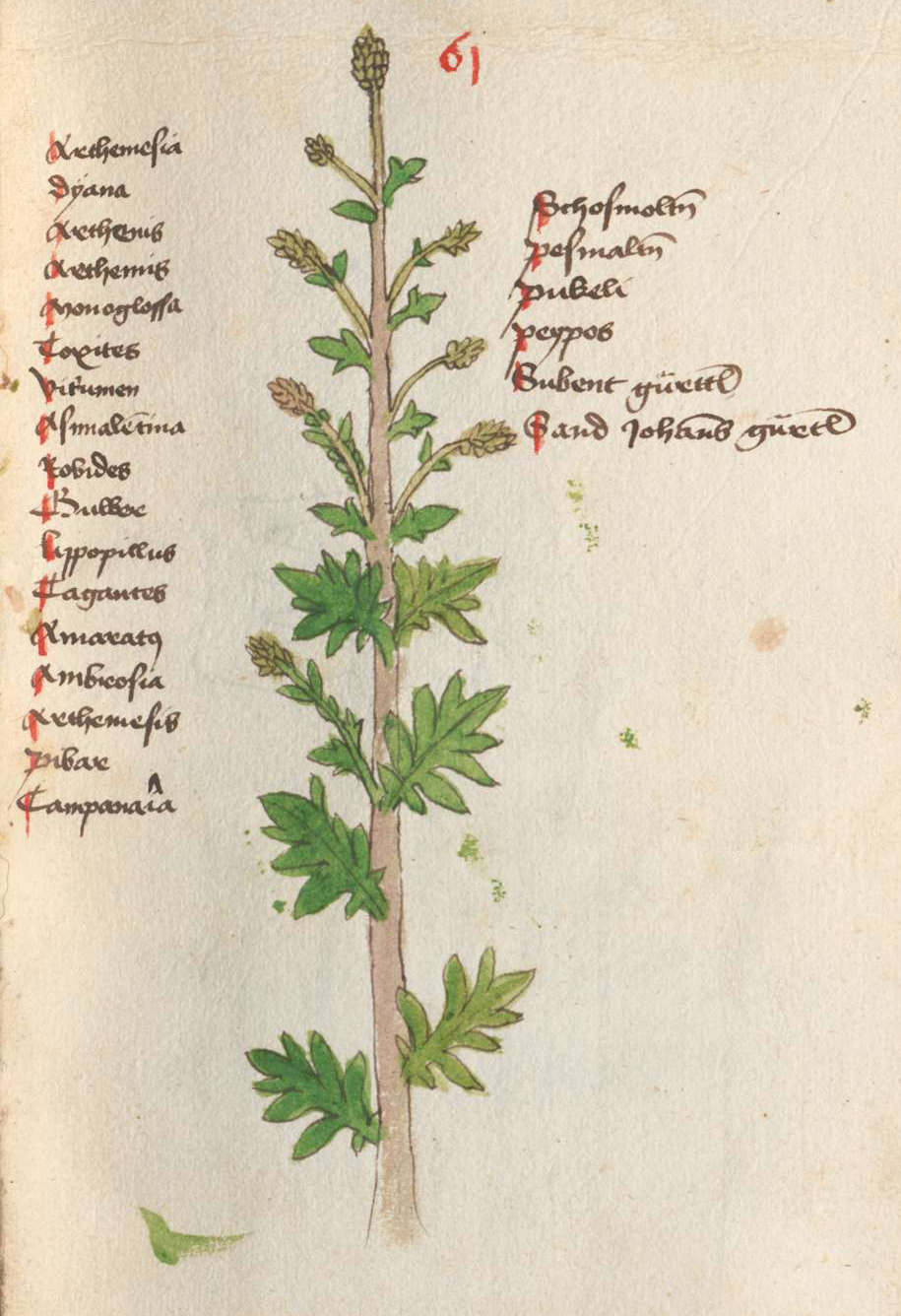
Pesmalten. Abbildung im Kräuterbuch des Vitus Auslasser
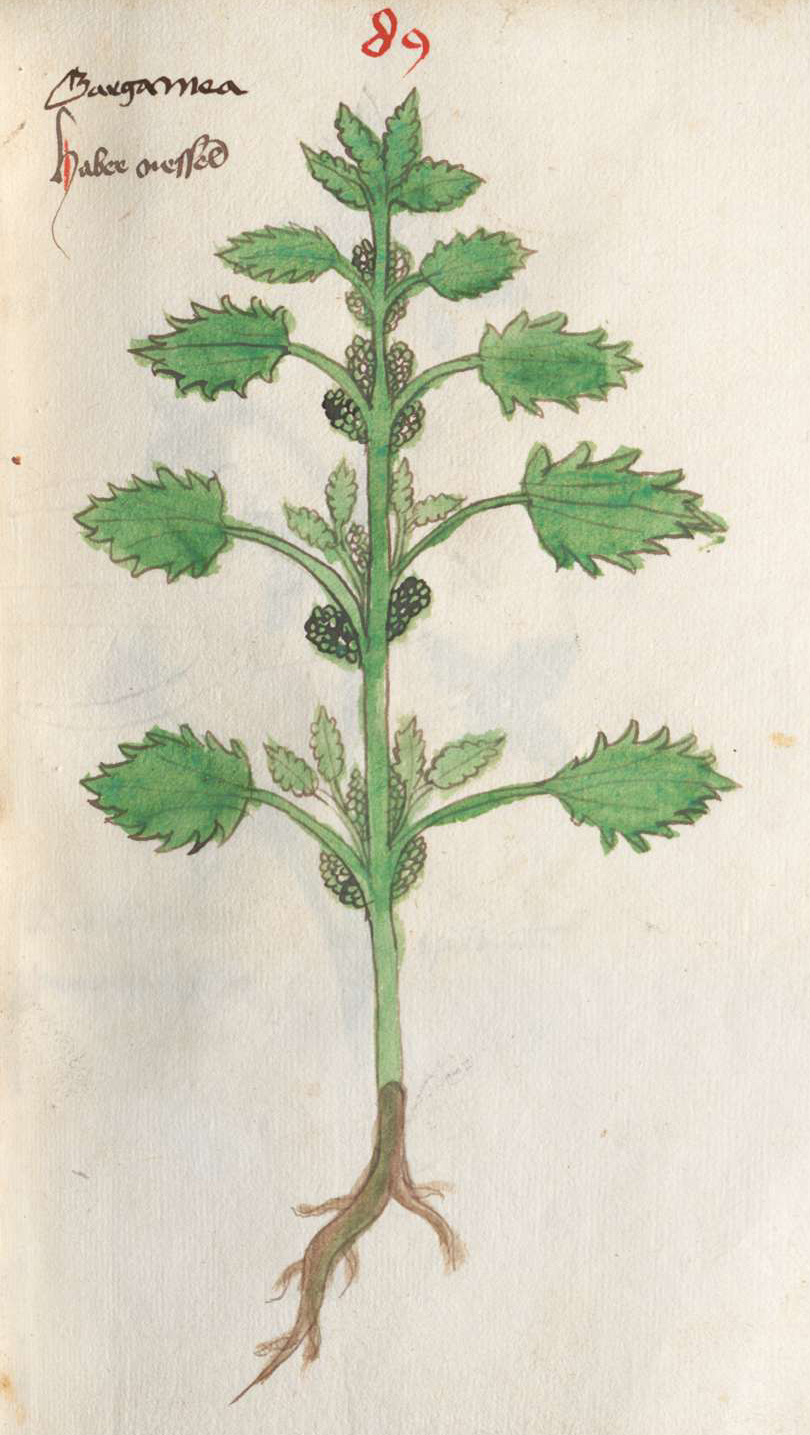
Habernessel. Abbildung im Kräuterbuch des Vitus Auslasser
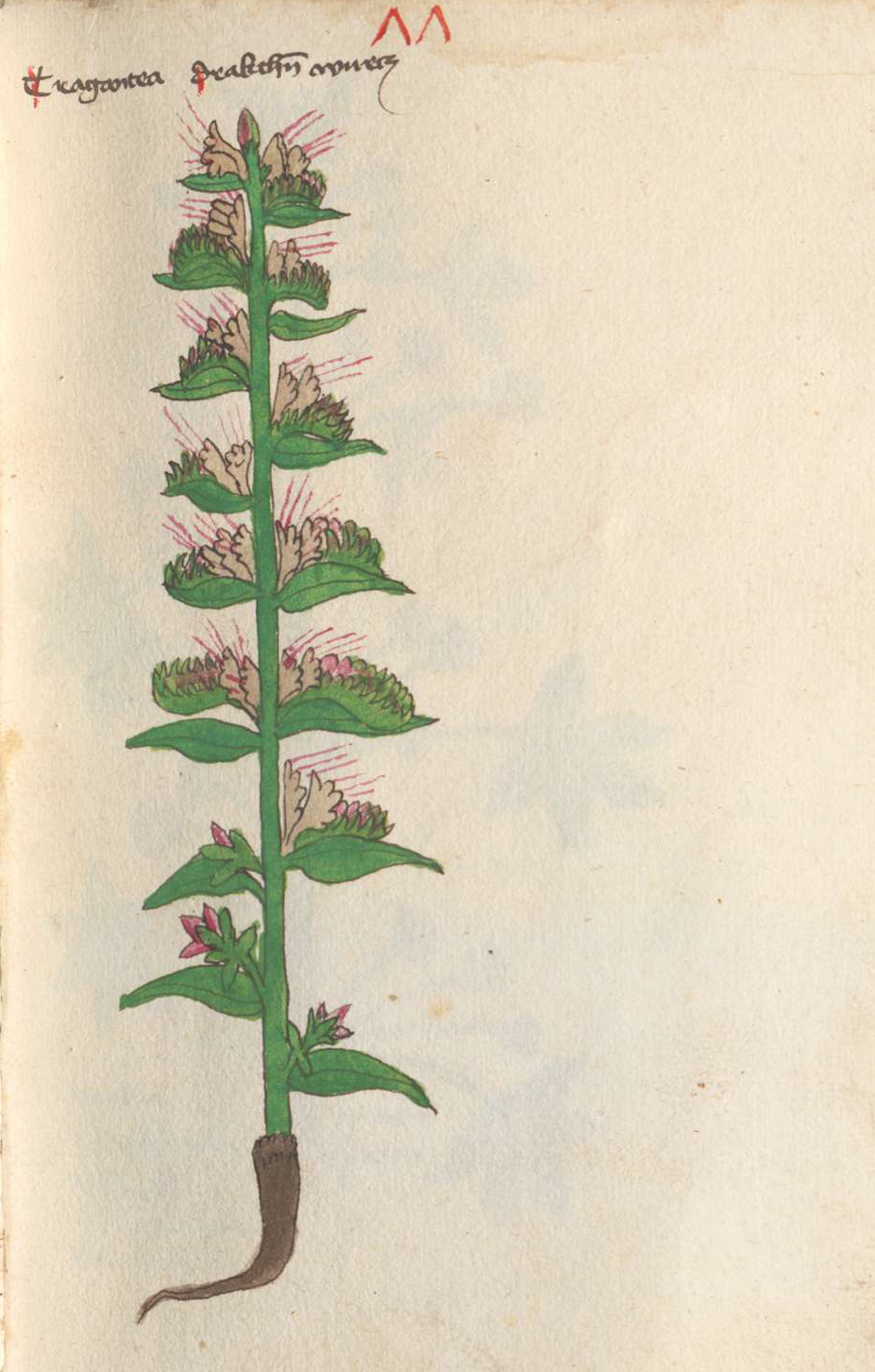
Drachenwurz. Abbildung im Kräuterbuch des Vitus Auslasser
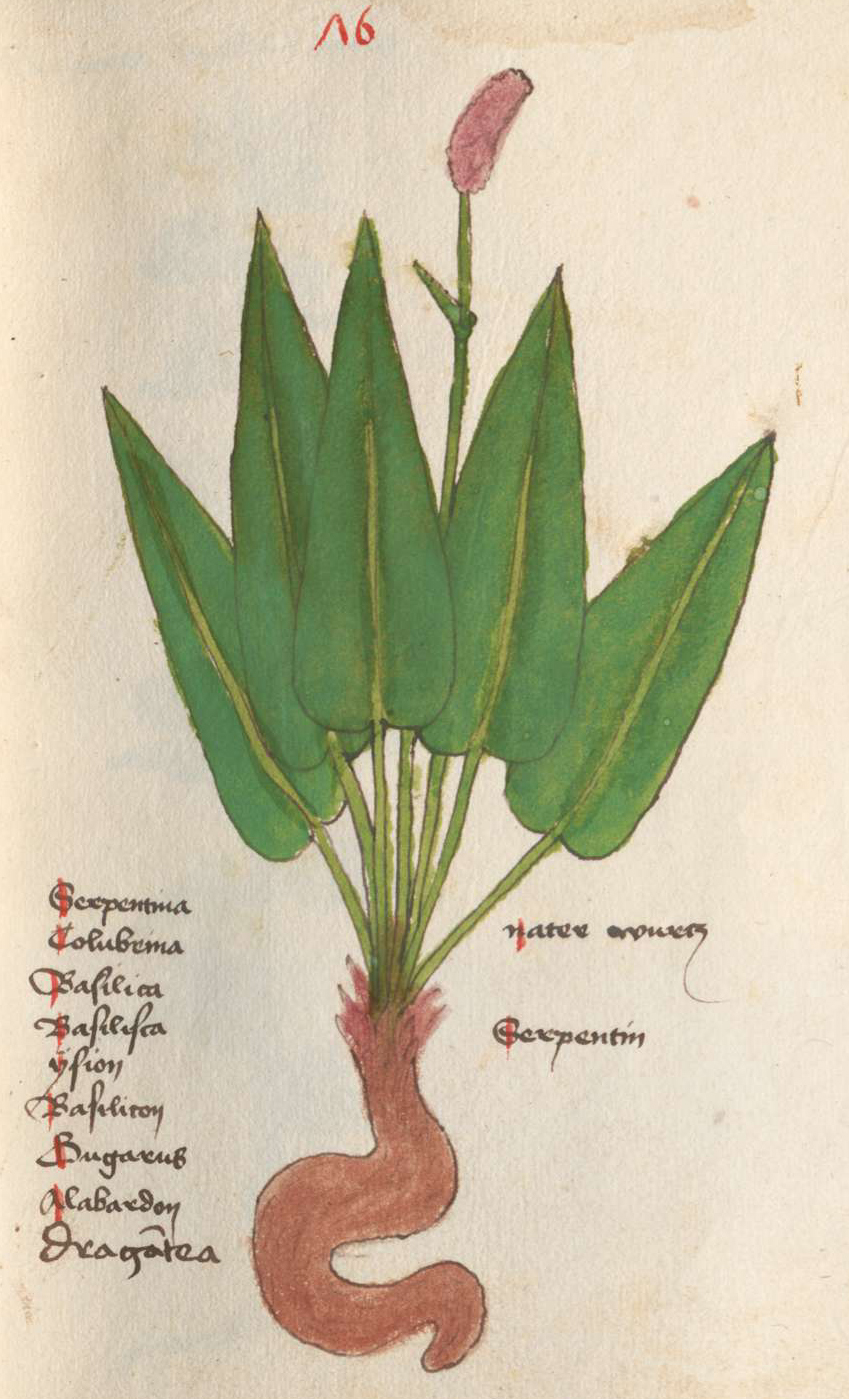
Naterwurz. Abbildung im Kräuterbuch des Vitus Auslasser

In 69 Kapiteln wurde je ein Kraut oder ein Gewürz abgehandelt. In der Reihenfolge der Aufzählung lässt sich kein System erkennen, außer dass die Gewürze in einem Block am Schluss zusammengefasst wurden. In jedem Kapitel wurden Indikationen „von Kopf bis Fuß“ aufgezählt. Bei der Kompilation hat der Autor insbesondere aus dem spätantiken Pseudo-Apuleius und aus dem mittelalterlichen Deutschen Macer geschöpft. Die meisten der angegebenen Indikationen lassen sich schon in der „Materia medica“ des Dioskurides und in der „Naturalis historia“ des Plinius nachweisen.
Unter dem Namen „Allermaneyd plue“ wurde erstmals die medizinische Verwendung des Gänseblümchens ausführlich behandelt.
Kräuter und Gewürze in Cpg 583 (vollständig) und Cpg 666 (Streuüberlieferung)
| Aktuelle Taxonomie        | Cpg 583 - Name                        | Cpg 666 - Name            |
| ------------------------- | ------------------------------------- | ------------------------- |
| Betonica officinalis      | Betonica                              | - (fehlt) -               |
| Plantago spec.            | Plantago, wegreich                    | Wegrach                   |
| Chelidonium majus         | Celidonia, schelkrawtt                | Schelkraut                |
| Ruta graveolens           | Ruta, weinkrawt                       | Ruta                      |
| Mentha pulegium           | Polegium, polaÿ                       | Poleÿ                     |
| Salvia spec.              | Saluia                                | Saluia                    |
| Mentha spec.              | Mÿnczen                               | - (fehlt) -               |
| Levisticum officinale     | Lustekch                              | Lobsteck, lubsteck        |
| Viola spec.               | Veyel                                 | - (fehlt) -               |
| Rosa spec.                | Rosa                                  | Rosa                      |
| Bellis perennis           | Allermaneÿd plüe                      | - (fehlt) -               |
| Lilium candidum           | Lilium, liligen                       | Ljlge                     |
| Rosmarinus officinalis    | Hymeltaw                              | Hÿmeltawe                 |
| Artemisia abrotanum       | Abruten                               | - (fehlt) -               |
| Centaurium erythraea      | Centauer, fieberkrawtt                | Centawer, fieber kraut    |
| Artemisia vulgaris        | Pesmalten, arthemisia                 | Peßmalten                 |
| Malva spec.               | Papel                                 | Papel                     |
| Hyssopus officinalis      | Isopp                                 | Isopp                     |
| Foeniculum vulgare        | Fenichl                               | Fenichel                  |
| Lactuca spec.             | Lactuca                               | Lactuca                   |
| Verbena officinalis       | Verbena, eÿsenkrawt                   | Eÿsenkraut                |
| Inula helenium            | Allannt                               | Alant                     |
| Gentiana lutea            | Encian                                | Encian                    |
| Pimpinella spec.          | Pybinel                               | Bybnel                    |
| Geum urbanum (?)          | Benedicten wurczen                    | Benedicten wurcz          |
| Cnicus benedictus (?)     | Benedicten wurczen                    | Benedicten wurcz          |
| Raphanus sativus          | Rattich                               | - (fehlt) -               |
| Allium ascalonicum        | Aschlach                              | Aslauch, sürgen           |
| Allium sativum            | Knoblach                              | Knoblach                  |
| Allium cepa               | Zwival                                | Czwyfal                   |
| Petroselinum crispum      | Petersil                              | Petersil                  |
| Fragaria vesca            | Erper                                 | Erper                     |
| Origanum vulgare          | Wolgemuet                             | Wolgemut                  |
| Achillea millefolium      | Millefolium, gachail, gerbel          | Millefolium, garbell      |
| Anchusa officinalis       | Ochsenczung                           | Ochßenzung                |
| Chamomilla recutita       | Gamillen                              | Gamillen                  |
| Papaver somniferum        | Magen                                 | Mahen                     |
| Asarum europaeum          | Haselwurczen                          | Haselwurz                 |
| Rumex spec.               | Pletich                               | - (fehlt) -               |
| Solanum nigrum            | Naschad das grösst                    | - (fehlt) -               |
| Solanum dulcamara         | Naschad das klain, hunczkrawtt        | - (fehlt) -               |
| Ranunculus spec.          | Hantrit                               | - (fehlt) -               |
| Cichorium intybus         | Wegwart                               | - (fehlt) -               |
| Taraxacum officinale (?)  | Veltrit                               | - (fehlt) -               |
| Phyllitis scolopendrium   | Hyrsenczung                           | - (fehlt) -               |
| Artemisia absinthium      | Wermuet                               | Wermutt                   |
| Vincetoxicum hirundinaria | Trakkenwurcz                          | - (fehlt) -               |
| Polygonum aviculare       | Wegtrit                               | - (fehlt) -               |
| Sempervivum tectorum      | Hauswurcz                             | Haußwurzen                |
| Polygonum bistorta        | Naterwurtz                            | Natterwrcz                |
| Iris spec.                | Swertel                               | - (fehlt) -               |
| Coriandrum sativum        | Coriander                             | Coriander                 |
| Potentilla spec.          | Pentaphilus, fünffpleter, fünffvinger | Pentaphilus, funffpletter |
| Urtica urens              | Habernessel                           | Haber nessel              |
| Zingiber officinale       | Ingwer                                | Zÿnäber, ingwer           |
| Curcuma zedoaria          | Zitwar                                | - (fehlt) -               |
| Alpinia galanga           | Galgant                               | Galgant                   |
| Syzygium aromaticum       | Nägelein                              | - (fehlt) -               |
| Myristica fragrans        | Muscat                                | - (fehlt) -               |
| Piper spec.               | Pfeffer                               | - (fehlt) -               |
| Crocus sativus            | Saffran                               | - (fehlt) -               |
| Laurus nobilis            | Lorber                                | Lauribacca, lorber        |
| Juniperus communis        | Kranbitpern                           | - (fehlt) -               |
| Nardostachys jatamansi    | Nardispicat                           | - (fehlt) -               |
| Cinnamomum spec.          | Zÿmey                                 | - (fehlt) -               |
| Commiphora myrrha         | Mirren                                | - (fehlt) -               |
| Boswellia sacra           | Weyrach                               | - (fehlt) -               |
| Aloe                      | Aloe                                  | - (fehlt) -               |